# Bollmannia
Bollmannia es un género de peces de la familia de los Gobiidae en el orden de los Perciformes.

## Especies
- Bollmannia boqueronensis (Evermann & Marsh, 1899)
- Bollmannia chlamydes (Jordan, 1890)
- Bollmannia communis (Ginsburg, 1942)
- Bollmannia eigenmanni (Garman, 1896)
- Bollmannia gomezi (Acero P., 1981)
- Bollmannia litura (Ginsburg, 1935)
- Bollmannia longipinnis (Ginsburg, 1939)
- Bollmannia macropoma (Gilbert, 1892)
- Bollmannia marginalis (Ginsburg, 1939)
- Bollmannia ocellata (Gilbert, 1892)
- Bollmannia pawneea (Ginsburg, 1939)
- Bollmannia stigmatura (Gilbert, 1892)
- Bollmannia umbrosa (Ginsburg, 1939)